# Elena Fernández
Elena Fernández Aréizaga (4 de julio de 1956) es una investigadora de operaciones española, expresidenta de la Asociación de Sociedades Europeas de Investigación Operativa. Sus áreas de investigación abarcan la ubicación de las instalaciones, el diseño de redes, el problema de las rutas de vehículos y los métodos heurísticos para la optimización matemática. Es profesora de estadística e investigación operativa en la Universidad de Cádiz.

## Educación y carrera
Fernández Aréizaga se licenció en matemáticas por la Universidad de Zaragoza en 1979 y la Universidad de Valencia en 1985. Realizó su doctorado en informática en 1988 en la Universidad Politécnica de Cataluña. Su tesis doctoral, Diseño y estudio computacional de algotimos híbridos para problemas de partición de conjuntos, se centró en problemas de optimización de particiones de conjuntos y fue supervisada por Jaume Barceló.
Ocupó un puesto como profesora colaboradora en la Universidad del País Vasco de 1983 a 1984, año en que se trasladó a la Universidad Politécnica de Cataluña. Se incorporó al departamento de informática en 1987, se trasladó al departamento de estadística e investigación operativa como profesora titular en 1989 y se convirtió en catedrática universidad en 2007. Se trasladó a Cádiz en 2019.

## Méritos
Fernández fue presidenta de la Asociación de Sociedades Europeas de Investigación Operativa (EURO) durante el período 2015-2016. Dirigió el comité de mujeres y matemáticas de la Real Sociedad Matemática Española (RSME) de 2009 a 2012 , y en 2020 se convirtió en directora del comité de ciencia de la RSME.
En 2021, fue la primera mujer a recibir el Lifetime Achievement in Location Analysis, otorgado por la sección de análisi de ubicación de INFORMS.